# Liste der Länderspiele der samoanischen Futsalnationalmannschaft
Die nachfolgende Liste enthält alle Länderspiele der samoanischen Futsalnationalmannschaft der Männer, die der Fußballverband von Samoa (1962–1997 Westsamoa), die Football Federation Samoa (FFS, 1968–2008 Samoa Football Soccer Federation (SFSF), 2008–2011 Samoa Football Soccer Federation Normalisation Committee (SFSF-NC)), im Jahr 1996 gegründet hat. Futsal ist die einzige von der FIFA anerkannte Variante des Hallenfußballs. Bisher wurden 17 Länderspiele ausgetragen.

## Länderspielübersicht
Legende
- Erg. = Ergebnis
- n. V. = nach Verlängerung
- i. S. = im Sechsmeterschießen
- abg. = Spielabbruch
- H = Heimspiel
- A = Auswärtsspiel
- * = Spiel auf neutralem Platz
- Hintergrundfarbe grün = Sieg
- Hintergrundfarbe gelb = Unentschieden
- Hintergrundfarbe rot = Niederlage

### Westsamoa
| Nr. | Datum      | Erg. | Gegner     |   | Austragungsort  | Anlass                               | Bemerkungen |
| --- | ---------- | ---- | ---------- | - | --------------- | ------------------------------------ | --- |
| 1   | 03.08.1996 | 2:10 | Vanuatu    | A | Port Vila (VAN) | Ozeanienmeisterschaft 1996- Endrunde | Erstes Auswärtsspiel Erste Niederlage Erste Auswärtsniederlage Höchste Auswärtsniederlage Erstes Länderspiel gegen Vanuatu                                          |
| 2   | 04.08.1996 | 1:23 | Australien | * | Port Vila (VAN) | Ozeanienmeisterschaft 1996- Endrunde | Erstes Spiel auf neutralem Platz Erste Niederlage auf neutralem Platz Höchste Niederlage Höchste Niederlage auf neutralem Platz Erstes Länderspiel gegen Australien |
| 3   | 05.08.1996 | 2:11 | Fidschi    | * | Port Vila (VAN) | Ozeanienmeisterschaft 1996- Endrunde | Erstes Länderspiel gegen Fidschi |
| 4   | 06.08.1996 | 4:5  | Vanuatu    | A | Port Vila (VAN) | Ozeanienmeisterschaft 1996- Endrunde | |
| 5   | 07.08.1996 | 2:21 | Australien | * | Port Vila (VAN) | Ozeanienmeisterschaft 1996- Endrunde | |
| 6   | 08.08.1996 | 6:8  | Fidschi    | * | Port Vila (VAN) | Ozeanienmeisterschaft 1996- Endrunde | |

### Samoa
| Nr.                    | Datum      | Erg. | Gegner          |   | Austragungsort            | Anlass                               | Bemerkungen |
| ---------------------- | ---------- | ---- | --------------- | - | ------------------------- | ------------------------------------ | --- |
| 7                      | 23.08.1999 | 1:13 | Australien      | * | Port Vila (VAN)           | Ozeanienmeisterschaft 1999- Endrunde | |
| 8                      | 24.08.1999 | 4:6  | Papua-Neuguinea | * | Port Vila (VAN)           | Ozeanienmeisterschaft 1999- Endrunde | Erstes Länderspiel gegen Papua-Neuguinea                                                                                            |
| 9                      | 25.08.1999 | 3:4  | Neuseeland      | * | Port Vila (VAN)           | Ozeanienmeisterschaft 1999- Endrunde | Erstes Länderspiel gegen Neuseeland                                                                                                 |
| 10                     | 26.08.1999 | 5:3  | Cookinseln      | * | Port Vila (VAN)           | Ozeanienmeisterschaft 1999- Endrunde | Erster Sieg Erster Sieg auf neutralem Platz Höchster Sieg Höchster Sieg auf neutralem Platz Erstes Länderspiel gegen die Cookinseln |
| 11                     | 27.08.1999 | 2:6  | Vanuatu         | A | Port Vila (VAN)           | Ozeanienmeisterschaft 1999- Endrunde | |
| 12                     | 28.08.1999 | 4:8  | Fidschi         | * | Port Vila (VAN)           | Ozeanienmeisterschaft 1999- Endrunde | |
| 13                     | 25.07.2004 | 0:4  | Fidschi         | * | Canberra (AUS), AIS Arena | Ozeanienmeisterschaft 2004- Endrunde | |
| 14                     | 26.07.2004 | 3:6  | Salomonen       | * | Canberra (AUS), AIS Arena | Ozeanienmeisterschaft 2004- Endrunde | Erstes Länderspiel gegen die Salomonen                                                                                              |
| 15                     | 27.07.2004 | 4:7  | Vanuatu         | * | Canberra (AUS), AIS Arena | Ozeanienmeisterschaft 2004- Endrunde | |
| 16                     | 28.07.2004 | 0:5  | Australien      | A | Canberra (AUS), AIS Arena | Ozeanienmeisterschaft 2004- Endrunde | |
| 17                     | 29.07.2004 | 2:6  | Neuseeland      | * | Canberra (AUS), AIS Arena | Ozeanienmeisterschaft 2004- Endrunde | |
| Stand: 27. August 2018 |            |      |                 |   |                           |                                      | |

## Statistik
In der Statistik werden nur die offiziellen Länderspiele berücksichtigt.
Legende
- Sp. = Spiele
- Sg. = Siege
- Uts. = Unentschieden
- Ndl. = Niederlagen
- Hintergrundfarbe grün = positive Bilanz
- Hintergrundfarbe gelb = ausgeglichene Bilanz
- Hintergrundfarbe rot = negative Bilanz

### Gegner
| Land            | Kontinentalverband | Sp. | Sg. | Uts. | Ndl. | Torverhältnis |
| --------------- | ------------------ | --- | --- | ---- | ---- | ------------- |
| Australien      | OFC 1              | 4   | 0   | 0    | 4    | 04:62         |
| Cookinseln      | OFC                | 1   | 1   | 0    | 0    | 5:3           |
| Fidschi         | OFC                | 4   | 0   | 0    | 4    | 12:31         |
| Neuseeland      | OFC                | 2   | 0   | 0    | 2    | 05:10         |
| Papua-Neuguinea | OFC                | 1   | 0   | 0    | 1    | 4:6           |
| Salomonen       | OFC                | 1   | 0   | 0    | 1    | 3:6           |
| Vanuatu         | OFC                | 4   | 0   | 0    | 4    | 12:28         |
| Gesamt          | Gesamt             | 17  | 1   | 0    | 16   | 045:146       |

### Kontinentalverbände
| Kontinentalverband                 | Sp. | Sg. | Uts. | Ndl. | Torverhältnis |
| ---------------------------------- | --- | --- | ---- | ---- | ------------- |
| AFC (Asien)                        | 0   | 0   | 0    | 0    | 0:0           |
| CAF (Afrika)                       | 0   | 0   | 0    | 0    | 0:0           |
| CONCACAF (Nord- und Mittelamerika) | 0   | 0   | 0    | 0    | 0:0           |
| CONMEBOL (Südamerika)              | 0   | 0   | 0    | 0    | 0:0           |
| OFC (Ozeanien)                     | 17  | 1   | 0    | 16   | 045:146       |
| UEFA (Europa)                      | 0   | 0   | 0    | 0    | 0:0           |
| Gesamt                             | 17  | 1   | 0    | 16   | 045:146       |

### Anlässe
| Anlass                                | Sp. | Sg. | Uts. | Ndl. | Torverhältnis |
| ------------------------------------- | --- | --- | ---- | ---- | ------------- |
| Ozeanienmeisterschaft-Endrundenspiele | 17  | 1   | 0    | 16   | 045:146       |
| Freundschaftsspiele                   | 0   | 0   | 0    | 0    | 0:0           |
| Gesamt                                | 17  | 1   | 0    | 16   | 045:146       |

### Spielarten
| Spielart                       | Sp. | Sg. | Uts. | Ndl. | Torverhältnis |
| ------------------------------ | --- | --- | ---- | ---- | ------------- |
| Heimspiele (H)                 | 0   | 0   | 0    | 0    | 0:0           |
| Spiele auf neutralem Platz (*) | 13  | 1   | 0    | 12   | 037:120       |
| Auswärtsspiele (A)             | 4   | 0   | 0    | 4    | 08:26         |
| Gesamt                         | 17  | 1   | 0    | 16   | 045:146       |

### Austragungsorte
| Austragungsort | Land       | Sp. | Sg. | Uts. | Ndl. | Torverhältnis |
| -------------- | ---------- | --- | --- | ---- | ---- | ------------- |
| Canberra       | Australien | 5   | 0   | 0    | 5    | 09:28         |
| Port Vila      | Vanuatu    | 12  | 1   | 0    | 11   | 036:118       |
| Gesamt         | Gesamt     | 17  | 1   | 0    | 16   | 045:146       |

### Spielergebnisse
|      | Gegentore | Gegentore | Gegentore | Gegentore | Gegentore | Gegentore | Gegentore | Gegentore | Gegentore | Gegentore | Gegentore | Gegentore | Gegentore | Gegentore | Gegentore | Gegentore | Gegentore | Gegentore | Gegentore | Gegentore | Gegentore | Gegentore | Gegentore | Gegentore |
| Tore | 0         | 1         | 2         | 3         | 4         | 5         | 6         | 7         | 8         | 9         | 10        | 11        | 12        | 13        | 14        | 15        | 16        | 17        | 18        | 19        | 20        | 21        | 22        | 23        |
| ---- | --------- | --------- | --------- | --------- | --------- | --------- | --------- | --------- | --------- | --------- | --------- | --------- | --------- | --------- | --------- | --------- | --------- | --------- | --------- | --------- | --------- | --------- | --------- | --------- |
| 0    | -         | -         | -         | -         | 1         | 1         | -         | -         | -         | -         | -         | -         | -         | -         | -         | -         | -         | -         | -         | -         | -         | -         | -         | -         |
| 1    | -         | -         | -         | -         | -         | -         | -         | -         | -         | -         | -         | -         | -         | 1         | -         | -         | -         | -         | -         | -         | -         | -         | -         | 1         |
| 2    | -         | -         | -         | -         | -         | -         | 2         | -         | -         | -         | 1         | 1         | -         | -         | -         | -         | -         | -         | -         | -         | -         | 1         | -         | -         |
| 3    | -         | -         | -         | -         | 1         | -         | 1         | -         | -         | -         | -         | -         | -         | -         | -         | -         | -         | -         | -         | -         | -         | -         | -         | -         |
| 4    | -         | -         | -         | -         | -         | 1         | 1         | 1         | 1         | -         | -         | -         | -         | -         | -         | -         | -         | -         | -         | -         | -         | -         | -         | -         |
| 5    | -         | -         | -         | 1         | -         | -         | -         | -         | -         | -         | -         | -         | -         | -         | -         | -         | -         | -         | -         | -         | -         | -         | -         | -         |
| 6    | -         | -         | -         | -         | -         | -         | -         | -         | 1         | -         | -         | -         | -         | -         | -         | -         | -         | -         | -         | -         | -         | -         | -         | -         |